# Máiréad Nesbitt
Máiréad Nesbitt (Loughmore, Tipperary, Irlanda) es una intérprete y compositora de música clásica y celta, particularmente conocida como violinista. Fue la violinista del grupo Celtic Woman desde los inicios del grupo en 2004 y hasta 2016, momento en que dejó la formación para dar prioridad a sus trabajos en solitario.

## Biografía
Nesbitt es hija de John y Kathleen Nesbitt, famosos maestros de música, tiene una hermana llamada Frances y cuatro hermanos: Sean, Michael, Noel y Karl, todos ellos músicos. Comenzó a tocar el piano desde los cuatro años y el violín desde los seis.
Sus estudios formales de música comenzaron en el convento ursulino en Thurles, Irlanda y continuaron en el Waterfold Institute of Technology y la Cork School of Music. En esa época participó en la National Youth Orchesta of Ireland. Nesbitt terminó sus estudios de posgrado en la Royal Academy of Music de Londres y el Trinity College of Music bajo la tutela de Emanuel Hurwitz.
Además de su propia familia, Nesbitt ha declarado que sus influencias musicales van desde Itzhak Perlman y Michael Coleman hasta artistas de bluegrass como Alison Krauss o artistas de rock como Sting o David Bowie.

## Carrera
Después de terminar sus estudios de posgrado Nesbitt se unió a la RTÉ Concert Orchestra en 1991 a la edad de solo 16 años. Tiempo después comenzó a hacer interpretaciones en solitario, trabajando con una gran variedad de músicos incluyendo a Van Morrison, Clannad y Sharon Shannon. También pasó un tiempo como violinista del grupo irlandés Coolfin y grabó un álbum con ellos.
Nesbitt ganó la fama cuando fue invitada por Michael Flatley para unirse a su espectáculo Lord of the Dance. Ahí fue violín principal hasta el año de 1998 cuando pasó a ser parte del segundo espectáculo de Flatley: Feet of Flames. Nesbitt participó en la gira de este espectáculo como primer violín hasta el año de 2001. Interpretó los soundtrack de ambos shows junto con el de Riverdance.
Ese mismo año lanzó su primer disco en solitario llamado Raining Up que incluye diversos estilos de música, yendo desde lo tradicional hasta lo contemporáneo. El álbum incluye varios artistas invitados, incluyendo a sus padres y a sus hermanos Frances, Sean y Karl. Para promocionar el álbum, Nesbitt hizo una gira con su propia banda.
En el año de 2004, Nesbitt fue invitada a tocar violín en una presentación en el Helix Theatre en Dublín llamada Celtic Woman. La popularidad de esta presentación junto con otras posteriores llevó al espectáculo a dar cinco giras en los Estados Unidos. Celtic Woman ha lanzado diez álbumes hasta el momento: Celtic Woman, A Christmas Celebration, A New Journey, The Greatest Journey, Songs From The Heart, Lullaby, Believe, Home For Christmas, Silent Night y Emerald · Musical Gems. Nesbitt se ha logrado destacar mucho en el grupo, sobre todo en las presentaciones donde demuestra gran ímpetu y alegría al tocar, desenvolviéndose con gran facilidad en el escenario.
Nesbitt ha trabajado en la banda fusión banghra The Dhol Foundation en su álbum Drum-Believable, compuso junto con Tibor Kasza la música del tour Irish Dance Invasion en Budapest, y ha tocado y grabado con la banda Afro Celt Sound System.
Nesbitt participó en la película de Disney Tinker Bell. Johen McNeely compuso música específica para que encajara con el estilo distintivo de Nesbitt y colaboró con ella para darle un auténtico toque celta.
Nesbitt fue campeona del Fleadh-CHeoil, y fue nombrada por la Irish Music Magazine como la mejor intérprete femenina en 2003.
Actualmente Nesbitt trabaja en un segundo álbum en solitario y en un álbum junto con su familia, además de su colaboración con Celtic Woman.
En 2011 contrajo matrimonio con Jim Mustapha Jr., en Hawái.